# Arborea (traghetto)
La Arborea era una nave traghetto della Classe Sociale, una serie di tre navi traghetto passeggeri derivate dalla conversione di altrettanti ro-ro merci. Rimase in servizio con questo nome per Tirrenia dal 1987 al 2004.

## Caratteristiche

### Come ro-ro merci
Originariamente l'unità era un ro-ro merci: con una stazza lorda di 6 914 tonnellate, disponeva di tre ponti garage, che potevano contenere alternativamente 129 semirimorchi e 30 automobili, 117 semirimorchi e 100 automobili o 580 automobili. Il garage sul ponte principale aveva accesso diretto dalla banchina per mezzo della rampa poppiera; il garage sul ponte di stiva era raggiungibile per mezzo di un ascensore con una portata di 60 tonnellate, mentre quello sul ponte superiore, scoperto ad eccezione della zona prodiera, era accessibile tramite una rampa fissa. La nave disponeva di sistemazioni per 12 passeggeri e 22 camionisti, per i quali erano a disposizione 17 cabine doppie, un ristorante e due sale soggiorno.
L'unità era spinta da due eliche quadripala a passo variabile della Lips Italiana, collegate tramite un riduttore a due motori Diesel 12 cilindri GMT A420.12, con una potenza complessiva di 15 000 cavalli. Poteva raggiungere una velocità di servizio di 22 nodi.

### Come traghetti passeggeri
Nel 1987, spinta dal forte aumento del traffico passeggeri tra il continente e la Sardegna, la Tirrenia decise di convertire la nave in traghetto passeggeri. La trasformazione riguardò principalmente le sovrastrutture, che furono estese fino a poppa; la struttura dello scafo e le linee d'acqua rimasero immutate, mentre la stazza lorda salì a 11 324 tonnellate. La trasformazione in nave passeggeri impose delle modifiche alla compartimentazione stagna, per rispettare le norme di stabilità che imponevano, tra gli altri requisiti, la galleggiabilità con due compartimenti allagati. Il locale apparato motore fu diviso in due parti da una paratia trasversale, mentre le paratie longitudinali che delimitavano il garage inferiore furono spostate verso l'interno per posizionarle a una distanza pari a un quinto della larghezza dal fianco della nave, come prescritto dai regolamenti. La centrale elettrica della nave fu potenziata, aggiungendo un quarto Diesel-generatore, mentre per migliorare la manovrabilità il singolo timone centrale fu sostituito da due posizionati dietro le eliche e fu aggiunta una seconda elica trasversale di manovra a prua. Fu, infine, sostituito il fumaiolo.
Così trasformata, la nave poteva trasportare un massimo di 1314 passeggeri, avendo a bordo al massimo 45 semirimorchi e 232 automobili. Con una maggiore quantità di carico (fino a 56 semirimorchi e 182 automobili), la condizione di galleggiabilità con due compartimenti stagni contigui allagati non poteva più essere garantita e la capacità passeggeri era ridotta, di conseguenza, a 500. Le sistemazioni per i passeggeri comprendevano 64 cabine con servizi igienici e 40 senza servizi igienici, per un totale di 312 posti letto; erano poi presenti, come di consueto, una cella con 12 posti letto per eventuali detenuti e una cabina quadrupla per i carabinieri della scorta. In aggiunta alle cabine, la nave disponeva di due sale poltrone di prima classe e sette di seconda classe, per un totale di 929 posti. Gli spazi comuni per i passeggeri comprendevano un ristorante da 70 posti, una tavola calda per 170 persone, un soggiorno bar, una veranda, un cinema e un vestibolo con negozio e ufficio turistico.
Come accennato, la capacità dei garage risultò leggermente ridotta per via del riposizionamento delle paratie nel ponte inferiore; il numero massimo di automobili trasportabili scese a 435. Anche la velocità di servizio fu ridotta in seguito ai lavori di trasformazione, scendendo a 19,5 nodi.

## Servizio
La nave fu impostata nel bacino del cantiere navale di Sestri Ponente l'11 dicembre 1978. Fu varata con il nome di Staffetta Jonica il 4 marzo 1980 e consegnata alla Tirrenia, in seguito alle prove in mare, il 20 settembre 1980. La compagnia statale la impiegò inizialmente sulle linee Genova - Napoli - Tripoli e Trieste - Tripoli; in seguito alla chiusura di queste rotte la Staffetta Jonica e le gemelle furono impiegate nei collegamenti verso la Sardegna. Tra settembre e dicembre 1982 la nave fu impiegata nella missione italiana in Libano, per conto del Ministero della Difesa.
Il 12 gennaio 1987 la Staffetta Jonica fu mandata ai cantieri INMA di La Spezia, dove subì la trasformazione in traghetto passeggeri. La nave fu riconsegnata alla Tirrenia, dopo aver svolto delle nuove prove in mare, il 19 agosto dello stesso anno e fu messa in servizio il giorno seguente, con il nome di Arborea, sulla Genova - Cagliari.
Negli anni seguenti il traghetto fu impiegato su diversi collegamenti per Sardegna e Sicilia, tra i quali la linea Cagliari - Arbatax - Civitavecchia. Il 26 ottobre 1999 la Arborea, in ingresso nel porto di Olbia, si incagliò su un banco di sabbia a causa della fitta nebbia; la nave fu liberata due giorni dopo da sette rimorchiatori, venendo trainata in porto.
Il 21 dicembre 2001 la Arborea fu posta in disarmo nel porto di Genova. Nel giugno 2004 fu acquistata dall'armatore greco Gerasimos Agoudimos, proprietario della G.A Ferries, che la rivendette in seguito a demolitori indiani. Il traghetto, rinominato per l'occasione Arbore, partì alla volta dell'India nei primi mesi del 2005, arrivando ad Alang il 5 aprile 2005.

## Origine del nome
Dopo la trasformazione in traghetto passeggeri la nave prese il nome di Arborea in riferimento allo storico Giudicato di Arborea, stato indipendente formatosi in Sardegna nel Medioevo. Il nome era già appartenuto a due unità della Tirrenia, la prima persa durante la Seconda Guerra Mondiale, la seconda in servizio dal 1957 al 1976.

## Navi gemelle
- Caralis
- Torres